# Martin Dausch
Martin Dausch (* 4. März 1986 in Memmingen) ist ein deutscher Fußballspieler.

## Karriere
Martin Dausch wurde in Memmingen geboren und wuchs in Markt Rettenbach auf. Mit dem Fußballspielen begann er jedoch bei den „Bambinis“ des SC Ronsberg, ehe er sich dem SSV Markt Rettenbach anschloss. Später spielte er in den Jugendabteilungen des SSV Ulm 1846 und des TSV 1860 München.
2003 wechselte er zum FC Memmingen, wo er als A-Jugendlicher in der Saison 2004/05 bereits zweimal in der Bayernliga-Mannschaft eingesetzt wurde. Ein halbes Jahr spielte Dausch dann noch in der ersten Mannschaft, bevor er im Januar 2006 zur zweiten Mannschaft des VfB Stuttgart in der damals drittklassigen Regionalliga Süd wechselte. Seinen ersten Einsatz für die Schwaben hatte er aber erst in der Saison darauf und er tat sich schwer, sich als Stammspieler zu etablieren. In der Saison 2007/08 gelang die Qualifikation für die neue eingleisige 3. Liga. So gab Dausch am 19. Dezember 2008 am zwanzigsten Spieltag der folgenden Saison 2008/09 sein Profiliga-Debüt. Nachdem ihm aber auch in dieser Saison nicht der Durchbruch gelungen war und er sich bis zum Überschreiten der U23-Altersgrenze nicht für die erste Mannschaft des VfB hatte empfehlen können, verließ er den Verein.

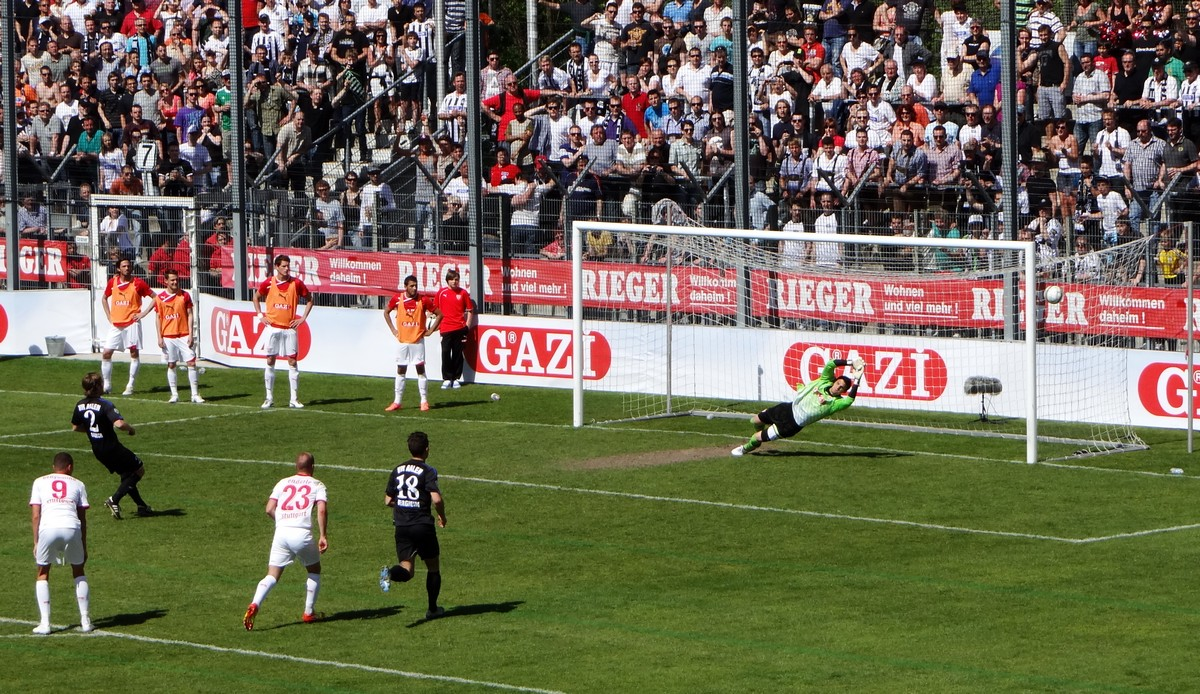
Martin Dausch schießt den VfR Aalen per Elfmeter in die 2. Bundesliga

Zur Saison 2009/10 wechselte Dausch zum Drittliga-Absteiger VfR Aalen in die nun viertklassige Regionalliga Süd, mit dem er gleich in seiner ersten Saison den Wiederaufstieg in die Dritte Liga erreichte und den WFV-Pokal gewann. Mit 28 Einsätzen, die Hälfte davon über die volle Spielzeit, spielte er selbst eine ordentliche Saison. Der endgültige Durchbruch kam für ihn im Jahr darauf nach der Rückkehr in die Profiliga und unter dem neuen Trainer Ralph Hasenhüttl: Er bestritt nicht nur 35 der 38 Saisonspiele, sondern war auch gleichauf mit Stürmer Robert Lechleiter mit neun Treffern der erfolgreichste Torschütze im Team. In der folgenden Saison 2011/12 konnte Martin Dausch, trotz Verletzungspause zu Saisonbeginn, nach seiner Rückkehr an die Leistungen der Vorsaison anknüpfen und wurde mit acht Saisontoren und zudem sieben Torvorlagen hinter Lechleiter der zweitbeste Torschütze seiner Mannschaft. So verwandelte er auch am vorletzten Spieltag der Saison am 28. April 2012 gegen den VfB Stuttgart II, seinen ehemaligen Verein, in der 83. Spielminute einen Elfmeter zur 2:1-Führung für den VfR Aalen. Trotz des erneuten Stuttgarter Ausgleichstreffers erreichte Dausch mit den Aalenern durch das 2:2-Unentschieden den Aufstieg in die 2. Bundesliga.
In die folgende Zweitligasaison starteten er und die Mannschaft überraschend gut, in der Hinrunde erzielte Dausch sechs Tore. In der Rückrunde kam er verletzungsbedingt nur in zehn Spielen zum Einsatz, in denen ihm nur noch ein Tor gelang. Dennoch wurde er mit sieben Saisontoren erneut nach Lechleiter der zweitbeste Torschütze der Schwaben.
Nach vier Jahren verließ Martin Dausch die Aalener im Sommer 2013 und wechselte zum Zweitliga-Konkurrenten 1. FC Union Berlin. Bei den Eisernen unterschrieb einen Zweijahresvertrag bis Ende Juni 2015 mit der Option auf zwei weitere Jahre.
Im Januar 2015 verließ er die Berliner und schloss sich dem Drittligisten MSV Duisburg an. Der Wechsel kam ohne Ablöse zustande, weil Union ohnehin nicht mehr mit ihm plante. In Duisburg entwickelte sich Dausch sofort zu einem wichtigen Leistungsträger und trug bis zum Saisonende 2014/15 zum Aufstieg in die zweithöchste Spielklasse bei. In der Zweitligasaison 2015/16 kam er auf lediglich zwölf Einsätze und verpasste mit Duisburg den Klassenerhalt. Nachdem Dausch im Sommer 2017 mit dem MSV Duisburg zum zweiten Mal den Aufstieg in die 2. Bundesliga feiern konnte, verließ er den Verein und schloss sich dem 1. FC Saarbrücken in der Fußball-Regionalliga Südwest an.
2019 beendete er seine Profikarriere und spielte danach zunächst noch eineinhalb Jahre für den saarländischen Verbandsligisten Rot-Weiß Hasborn. Im Januar 2021 kehrte er ins Allgäu zurück, stieg in den elterlichen Betrieb in Markt Rettenbach ein und schloss sich wieder seinem Jugendverein FC Memmingen an, der in der Regionalliga Bayern antrat. Mit der Mannschaft stieg er am Saisonende in die fünftklassige Bayernliga ab und war dort noch ein weiteres Jahr lang aktiv.
Im Sommer 2023 wechselte er zum Ligakonkurrenten TSV 1874 Kottern, bei dem er zusätzlich auch die Position des Co-Trainers übernahm. Ein Jahr später übernahm er das Training der Mannschaft hauptverantwortlich.

### Erfolge
- Aufstieg in die 2. Bundesliga: 2012 mit dem VfR Aalen, 2015 und 2017 mit dem MSV Duisburg
- Aufstieg in die 3. Liga: 2010 mit dem VfR Aalen

## Soziales Engagement
Martin Dausch setzt sich für die Erforschung der Augenkrankheit Aniridie ein, an der auch sein Sohn erkrankt ist. Durch Spendenaktionen seiner Vereine 1. FC Union Berlin und VfR Aalen erlangte die seltene Krankheit bundesweite Aufmerksamkeit.